# 1991-es karibi kupa
Az 1991-es karibi kupát második alkalommal rendezték meg. Az 1991-es CONCACAF-aranykupa selejtezőjeként szolgáló labdarúgótornát a karib-térségbeli CONCACAF-csapatok részvételével tartották, melyet végül a házigazda Jamaica nyert. A torna gólkirálya a jamaicai Paul Davis lett 6 góllal.

## Selejtezőkör
Az induló labdarúgó-válogatottakat öt, egyaránt háromtagú csoportba sorsolták. A selejtezők legerősebbnek tartott csapatát (Kuba) a 3. csoportba sorolták, ahonnan egyenes ágon a döntő résztvevőjévé vált. Az 1-2. és 4-6. jelű csoportok győztesei jutottak a jamaicai döntőbe.

### 1. csoport
A csoport mérkőzéseit San Juanban, Puerto Ricóban rendezték. A csoportot nagy küzdelemben a Dominikai Köztársaság nyerte és első alkalommal került a karibi kupa döntőjébe.
| \| # \| Csapat \| J \| Gy \| D \| V \| Rg \| Kg \| Gk \| P \| \| -- \| --------------------- \| - \| -- \| - \| - \| -- \| -- \| -- \| - \| \| 1. \| Dominikai Köztársaság \| 2 \| 1 \| 1 \| 0 \| 4 \| 2 \| +2 \| 3 \| \| 2. \| Haiti \| 2 \| 1 \| 1 \| 0 \| 4 \| 3 \| +1 \| 3 \| \| 3. \| Puerto Rico \| 2 \| 0 \| 0 \| 2 \| 3 \| 6 \| -3 \| 0 \| |                       |   |    |   |   |    |    |    |   |
| # | Csapat                | J | Gy | D | V | Rg | Kg | Gk | P |
| 1. | Dominikai Köztársaság | 2 | 1  | 1 | 0 | 4  | 2  | +2 | 3 |
| 2. | Haiti                 | 2 | 1  | 1 | 0 | 4  | 3  | +1 | 3 |
| 3. | Puerto Rico           | 2 | 0  | 0 | 2 | 3  | 6  | -3 | 0 |

| 1991. május 10.: | Puerto Rico           | 2 - 3 | Haiti                 |  |
| 1991. május 12.: | Dominikai Köztársaság | 1 - 1 | Haiti                 |  |
| 1991. május 14.: | Puerto Rico           | 1 - 3 | Dominikai Köztársaság |  |

### 2. csoport
A csoport mérkőzéseit Martinique-ben rendezték. A csoportot jobb gólkülönbségének köszönhetően Martinique nyerte és első alkalommal került a karibi kupa döntőjébe.
| \| # \| Csapat \| J \| Gy \| D \| V \| Rg \| Kg \| Gk \| P \| \| -- \| -------------- \| - \| -- \| - \| - \| -- \| -- \| -- \| - \| \| 1. \| Martinique \| 2 \| 1 \| 0 \| 1 \| 4 \| 3 \| +2 \| 2 \| \| 2. \| Francia Guyana \| 2 \| 1 \| 0 \| 1 \| 2 \| 2 \| 0 \| 2 \| \| 3. \| Guadeloupe \| 2 \| 1 \| 0 \| 1 \| 2 \| 3 \| -1 \| 2 \| |                |   |    |   |   |    |    |    |   |
| # | Csapat         | J | Gy | D | V | Rg | Kg | Gk | P |
| 1. | Martinique     | 2 | 1  | 0 | 1 | 4  | 3  | +2 | 2 |
| 2. | Francia Guyana | 2 | 1  | 0 | 1 | 2  | 2  | 0  | 2 |
| 3. | Guadeloupe     | 2 | 1  | 0 | 1 | 2  | 3  | -1 | 2 |

| 1991. május 15.: | Martinique | 1 - 2 | Francia Guyana |  |
| 1991. május 17.: | Guadeloupe | 1 - 0 | Francia Guyana |  |
| 1991. május 19.: | Martinique | 3 - 1 | Guadeloupe     |  |

### 3. csoport
Kuba csapatát, mint a legerősebb karibi labdarúgó-válogatott kiemelték a döntő csoportkörbe.

### 4. csoport
A csoport mérkőzéseit Saint Kitts és Nevis-ben rendezték. A csoportot Kajmán-szigetek nyerte és első alkalommal került a karibi kupa döntőjébe.
| \| # \| Csapat \| J \| Gy \| D \| V \| Rg \| Kg \| Gk \| P \| \| -- \| -------------------- \| - \| -- \| - \| - \| -- \| -- \| -- \| - \| \| 1. \| Kajmán-szigetek \| 2 \| 1 \| 1 \| 0 \| 3 \| 2 \| +1 \| 3 \| \| 2. \| Saint Kitts és Nevis \| 2 \| 0 \| 2 \| 0 \| 1 \| 1 \| 0 \| 2 \| \| 3. \| Brit Virgin-szigetek \| 2 \| 0 \| 1 \| 1 \| 1 \| 2 \| -1 \| 1 \| |                      |   |    |   |   |    |    |    |   |
| # | Csapat               | J | Gy | D | V | Rg | Kg | Gk | P |
| 1. | Kajmán-szigetek      | 2 | 1  | 1 | 0 | 3  | 2  | +1 | 3 |
| 2. | Saint Kitts és Nevis | 2 | 0  | 2 | 0 | 1  | 1  | 0  | 2 |
| 3. | Brit Virgin-szigetek | 2 | 0  | 1 | 1 | 1  | 2  | -1 | 1 |

| 1991. május 10.: | Kajmán-szigetek      | 2 - 1 | Brit Virgin-szigetek |  |
| 1991. május 12.: | Saint Kitts és Nevis | 1 - 1 | Kajmán-szigetek      |  |
| 1991. május 14.: | Saint Kitts és Nevis | 0 - 0 | Brit Virgin-szigetek |  |

### 5. csoport
A csoport mérkőzéseit Georgetownban, Guyanában rendezték. A csoportot a házigazda Guyana nyerte és első alkalommal került a karibi kupa döntőjébe.
| \| # \| Csapat \| J \| Gy \| D \| V \| Rg \| Kg \| Gk \| P \| \| -- \| ------------------ \| - \| -- \| - \| - \| -- \| -- \| -- \| - \| \| 1. \| Guyana \| 2 \| 1 \| 1 \| 0 \| 5 \| 1 \| +4 \| 3 \| \| 2. \| Suriname \| 2 \| 1 \| 1 \| 0 \| 2 \| 1 \| +1 \| 3 \| \| 3. \| Antigua és Barbuda \| 2 \| 0 \| 0 \| 2 \| 0 \| 5 \| -5 \| 0 \| |                    |   |    |   |   |    |    |    |   |
| # | Csapat             | J | Gy | D | V | Rg | Kg | Gk | P |
| 1. | Guyana             | 2 | 1  | 1 | 0 | 5  | 1  | +4 | 3 |
| 2. | Suriname           | 2 | 1  | 1 | 0 | 2  | 1  | +1 | 3 |
| 3. | Antigua és Barbuda | 2 | 0  | 0 | 2 | 0  | 5  | -5 | 0 |

| 1991. május 8.:  | Suriname | 1 - 0 | Antigua és Barbuda |  |
| 1991. május 10.: | Guyana   | 4 - 0 | Antigua és Barbuda |  |
| 1991. május 12.: | Guyana   | 1 - 1 | Suriname           |  |

### 6. csoport
A csoport mérkőzéseit Castriesben, Saint Luciá-ban rendezték. A csoportot makulátlan mérleggel a rendező Saint Lucia nyerte és 1989 után ismét bejutott a karibi kupa döntőjébe.
| \| # \| Csapat \| J \| Gy \| D \| V \| Rg \| Kg \| Gk \| P \| \| -- \| ----------- \| - \| -- \| - \| - \| -- \| -- \| -- \| - \| \| 1. \| Saint Lucia \| 2 \| 2 \| 0 \| 0 \| 9 \| 0 \| +9 \| 4 \| \| 2. \| Montserrat \| 2 \| 0 \| 1 \| 1 \| 1 \| 4 \| -3 \| 1 \| \| 3. \| Anguilla \| 2 \| 0 \| 1 \| 1 \| 1 \| 7 \| -6 \| 1 \| |             |   |    |   |   |    |    |    |   |
| # | Csapat      | J | Gy | D | V | Rg | Kg | Gk | P |
| 1. | Saint Lucia | 2 | 2  | 0 | 0 | 9  | 0  | +9 | 4 |
| 2. | Montserrat  | 2 | 0  | 1 | 1 | 1  | 4  | -3 | 1 |
| 3. | Anguilla    | 2 | 0  | 1 | 1 | 1  | 7  | -6 | 1 |

| 1991. május 10.: | Saint Lucia | 3 - 0 | Montserrat |  |
| 1991. május 14.: | Montserrat  | 1 - 1 | Anguilla   |  |
| 1991. május 16.: | Saint Lucia | 6 - 0 | Anguilla   |  |

## Döntő kör
A selejtezőkből továbbjutott hat csapat csatlakozott a rendező Jamaica és a kiemelt Trinidad és Tobago válogatottjához. Két, egyaránt négycsapatos csoportot képeztek, a csoportok első két helyezett csapata jutott az elődöntőbe. A döntő csoportkör mérkőzéseit a jamaicai Kingstonban rendezték.

### A csoport
Mivel Kuba a csoportmérkőzések megkezdése előtt visszalépett, így a csoportot három csapat alkotta. A házigazda Jamaicát a Guyana elleni 6–0-s, elsöprő arányú győzelme ellenére két nappal később megizzasztották a Lee Ramoon vezette kajmán-szigetekiek, és csak Montique Long utolsó percben szerzett góljával sikerült megakadályozni a torna legnagyobb meglepetését. Így, mint az várható volt, a házigazda Jamaica veretlenül nyerte a csoportot. A záró mérkőzésen, a továbbjutást jelentő második helyért küzdő lelkes "kajmánok" ismét egy utolsó percben kapott góllal szenvedtek vereséget Guyanától, így búcsúzni kényszerültek a további küzdelmektől.
| #  | Csapat          | J            | Gy           | D            | V            | Rg           | Kg           | Gk           | P            |
| -- | --------------- | ------------ | ------------ | ------------ | ------------ | ------------ | ------------ | ------------ | ------------ |
| 1. | Jamaica         | 2            | 2            | 0            | 0            | 9            | 2            | +7           | 4            |
| 2. | Guyana          | 2            | 1            | 0            | 1            | 2            | 7            | -5           | 2            |
| 3. | Kajmán-szigetek | 2            | 0            | 0            | 2            | 3            | 5            | -2           | 0            |
| 4. | Kuba            | Visszalépett | Visszalépett | Visszalépett | Visszalépett | Visszalépett | Visszalépett | Visszalépett | Visszalépett |

| 1991. május 24. |

| Jamaica                                              | 6–0   | Guyana |
| ---------------------------------------------------- | ----- | ------ |
| Palmer 4' Davis 14' 48' Reid 63' Gaynor 74' Boyd 86' | (2–0) |        |

| Nemzeti Stadion, Kingston |

| 1991. május 26. |

| Jamaica               | 3–2   | Kajmán-szigetek           |
| --------------------- | ----- | ------------------------- |
| Davis 2' 47' Long 89' | (1–1) | Ramoon 38' Parchement 80' |

| Nemzeti Stadion, Kingston |

| 1991. május 28. |

| Guyana          | 2–1   | Kajmán-szigetek |
| --------------- | ----- | --------------- |
| Messiah 29' 89' | (1–1) | Williams 30'    |

| Nemzeti Stadion, Kingston (Jamaica) |

### B csoport
A csoport két legnagyobb esélyese közül Trinidad és Tobago fölényes, 7–0-s győzelemmel kezdett Dominikai Köztársaság, majd 1–0-s arányban diadalmaskodott Martinique-vel szemben, míg Saint Lucia hatalmas meglepetésre gólnélküli döntetlen ért el Martinique és Dominikai Köztársaság ellen is, így a mindent eldöntő utolsó mérkőzésen - mivel Martinique legyőzte a Dominikai Köztársaságot - a még gólt sem szerző Saint Lucia-iak nem kisebb feladat előtt, minthogy le kellett győzniük a torna favorit válogatottját. A csoportdöntő-mérkőzésen - köszönhetően az első félidei játéknak - a Szél felőli-szigetcsoport ívében fekvő szigetállam labdarúgó-válogatottja diadalmaskodott, kiharcolva a továbbjutást jelentő második helyet.
| #  | Csapat                | J | Gy | D | V | Rg | Kg | Gk  | P |
| -- | --------------------- | - | -- | - | - | -- | -- | --- | - |
| 1. | Trinidad és Tobago    | 3 | 2  | 0 | 1 | 9  | 2  | +7  | 4 |
| 2. | Saint Lucia           | 3 | 1  | 2 | 0 | 2  | 1  | +1  | 4 |
| 3. | Martinique            | 3 | 1  | 1 | 1 | 4  | 2  | +2  | 3 |
| 4. | Dominikai Köztársaság | 3 | 0  | 1 | 2 | 1  | 11 | -10 | 1 |

| 1991. május 23. |

| Trinidad és Tobago                                                 | 7–0   | Dominikai Köztársaság |
| ------------------------------------------------------------------ | ----- | --------------------- |
| Elliott-Allen 6' Thomas 9' Lewis 17' 40' Latapy 25' 42' Skeene 34' | (7–0) |                       |

| Nemzeti Stadion, Kingston (Jamaica) |

| 1991. május 23. |

| Saint Lucia | 0–0 | Martinique |
| ----------- | --- | ---------- |
|             |     |            |

| Nemzeti Stadion, Kingston (Jamaica) |

| 1991. május 25. |

| Trinidad és Tobago | 1–0   | Martinique |
| ------------------ | ----- | ---------- |
| Latapy 39'         | (1–0) |            |

| Nemzeti Stadion, Kingston (Jamaica) |

| 1991. május 25. |

| Saint Lucia | 0–0 | Dominikai Köztársaság |
| ----------- | --- | --------------------- |
|             |     |                       |

| Nemzeti Stadion, Kingston (Jamaica) |

| 1991. május 27. |

| Martinique                            | 4–1   | Dominikai Köztársaság |
| ------------------------------------- | ----- | --------------------- |
| Sophie 20' Gertrude 36' 49' Cadal 69' | (2–0) | Cruz 50'              |

| Nemzeti Stadion, Kingston (Jamaica) |

| 1991. május 27. |

| Saint Lucia            | 2–1   | Trinidad és Tobago |
| ---------------------- | ----- | ------------------ |
| Cadette 32' Edmund 41' | (2–0) | Skeene 69'         |

| Nemzeti Stadion, Kingston (Jamaica) |

### Elődöntők
Az elődöntők párosítását a jól ismert rendszer szerint alakították ki, azaz az egyik csoport győztese a másik csoport második helyezettjével játszott. Meglepetés nem született, az előzetes esélylatolgatásoknak megfelelően a torna döntőjébe Jamaica és Trinidad és Tobago került.
| 1991. május 30. |

| Jamaica            | 2–0   | Saint Lucia |
| ------------------ | ----- | ----------- |
| Davis 18' Reid 88' | (2–0) |             |

| Nemzeti Stadion, Kingston |

| 1991. május 30. |

| Trinidad és Tobago     | 3–1   | Guyana    |
| ---------------------- | ----- | --------- |
| Latapy 2' 82' Jones 4' | (2–1) | Laing 20' |

| Nemzeti Stadion, Kingston (Jamaica) |

### 3. helyért
A harmadik helyért vívott csatában meggyőző, magabiztos játékkal Saint Lucia diadalmaskodott, így első ízben állhat fel a dobogó alsó fokára.
| 1991. június 2. |

| Saint Lucia                  | 4–1 | Guyana  |
| ---------------------------- | --- | ------- |
| Gilbert Alexander Weeks Jean |     | Stanton |

| Nemzeti Stadion, Kingston (Jamaica) Nézőszám: 27,000 |

### Döntő
A várakozásnak megfelelően a torna döntőjébe a karib-térség két legerősebb csapata került. A mérkőzést - amelyen a vezetést már a 6. percben megszerezte a jamaicai Paul Davis, a torna gólkirálya - 2–0-s arányban a házigazda nyerte és első alkalommal hódította el a karibi kupát. A döntő résztvevői jogot szereztek az 1991-es CONCACAF-aranykupán való indulásra.
| 1991. június 2. |

| Jamaica             | 2–0   | Trinidad és Tobago |
| ------------------- | ----- | ------------------ |
| Davis 6' Anglin 49' | (1–0) |                    |

| Nemzeti Stadion, Kingston Nézőszám: 27,000 |

| 1991-es karibi kupa bajnoka: |
| ---------------------------- |
| JAMAICA 1. cím               |

### Góllövőlista
| #  | Játékos          | Ország             | Gól |
| -- | ---------------- | ------------------ | --- |
| 1. | Paul Davis       | Jamaica            | 6   |
| 2. | Russell Latapy   | Trinidad és Tobago | 5   |
| 3. | Georges Gertrude | Martinique         | 2   |
| 3. | Leonson Lewis    | Trinidad és Tobago | 2   |
| 3. | Nigel Messiah    | Guyana             | 2   |
| 3. | Roderick Reid    | Jamaica            | 2   |
| 3. | Dexter Skeene    | Trinidad és Tobago | 2   |